# 村田佳壽子
村田 佳壽子（むらた かずこ）は、日本の環境ジャーナリスト。東京都出身。
元文化放送専属アナウンサー、現在フリーアナウンサー、元新潟県上越市副市長（1999年）。
明治大学環境法センター客員研究員、（一社）日本ペンクラブ 言論表現委員、ワールドウォッチ研究所 日本副代表、環境アセスメント学会評議員、ISO 14000認証登録判定委員、東京都立川市環境審議会学識委員、世界かき学会正会員、日本自然保護協会自然観察指導員 他、多数兼任。
著書に、『「中小企業のためのISO14000』（フォレスト出版）。
共著に、『つながるいのち～生物多様性からのメッセージ』（山と渓谷社）、『約束～森からの贈り物』（すぎのこ児童文化振興財団）がある。

## 学歴
- 1978年 東京立正女子短期大学英米語学科教養課程卒業
- 1981年 専修大学文学部人文学科心理学コース（性格心理学専攻）卒業、文学士
- 1996年 桜美林大学大学院国際学研究科国際関係論コース生態系保護論専攻修士課程修了、国際学修士

## 現職
- 明治大学環境法センター 客員研究員
- ワールドウォッチ研究所 日本副代表
- 環境アセスメント学会 評議員
- ISO 14000 認証登録判定委員
- （一社）スウェーデン社会研究所理事
- （一社）日本ペンクラブ 言論委員会委員
- （公財）国際緑化推進センター理事
- （公財）オイスカ（国連最上諮問機関） 文化講師顧問団講師
- 東京都立川市環境審議会学識委員
- 世界かき学会 正会員
- 環境省環境カウンセラー＜登録No.1996213041＞
- （公財）日本自然保護協会 自然観察指導員

## 資格
- 上級救命技能認定取得
- AED自動体外式除細動器業務従事者

## 経歴
- 1981年 専修大学卒業後、文化放送専属アナウンサーになる
- 1983年 NHKプロモートサービス（現：NHKプロモーション）所属
- 1987年 フリーになり、日本テレビ他で経済番組など、各局でレギュラー出演
- 1989年 環境ジャーナリストの活動開始
- 1991年 筑紫哲也、立花隆らとともに『日本環境ジャーナリストの会』設立
- 1993年 ジャーナリストとしては初めて環境庁国立環境研究所 客員研究員
- 1994年 環境庁環境総合指標検討会 委員
- 1994年 文部省科学研究費重点領域研究「人間・地球系」環境情報社会伝達手法検討班 メンバー
- 1995年 農林水産省食品流通審議会食品環境専門委員会（食品リサイクル法）委員
- 1996年 ISO 14000認証登録判定委員
- 1997年 外務省の依頼により、日中国交正常化25周年記念文化使節として中華人民共和国へ、日蒙国交樹立25周年記念文化使節としてモンゴルへ派遣、両国で記念上演された環境教育ミュージカル人形劇「緑の星」三部作総合プロデューサー、同絵本シリーズ監修
- 1998年 環境庁PRTRリスクコミュニケーション検討会 委員
- 1999年 新潟県上越市で日本初の女性副市長となる
- 2003年 日本環境ジャーナリストの会 理事
- 2004年 ワールドウォッチ研究所 日本副代表
- 2005年 アンデルセン生誕200周年記念環境教育影絵劇「人魚姫」（影絵：藤城清治）総合プロデューサー
- 2006年 桜美林大学北東アジア総合研究所 研究員
- 2006年 EU欧州委員会で講演「環境とビジネス～ISO14000日本の動向」
- 2007年8月 日本環境ジャーナリストの会 副会長
- 2008年 東京農工大学 非常勤講師
- 2009年 東京農工大学大学院 特別講義
- 2010年4月 葛飾区地球温暖化対策地域協議会 会長
- 2010年6月 日本環境ジャーナリストの会 理事
- 2011年11月 明治大学法科大学院 特別講師
- 2012年3月11日 震災復興支援「宮城の牡蠣フライおにぎり」監修（ファミリーマートより発売）
- 2012年10月 株式会社村田佳壽子事務所設立
- 2014年4月 明治大学環境法センター 客員研究員
- 2016年4月 明治大学環境法センター 客員研究員契約更新（2021年3月まで）
- 2016年6月 (一社)日本ペンクラブ 正会員
- 2016年7月 (一社)日本ペンクラブ 言論表現委員会委員就任
- 2017年4月 (公財)国際花と緑の博覧会記念協会「コスモス国際賞」選考専門委員会委員

## 歴任
- 新潟県上越市 環境担当副市長（助役） ※日本初の女性副市長
- 環境庁国立環境研究所 客員研究員
- 環境庁環境総合指標検討会 委員
- 環境庁PRTRリスクコミュニケーション研究会 委員
- 経済産業省委託(財)社会経済生産性本部新エネルギーと余暇創造に関する検討会 学識委員
- 文部省科学研究費重点領域研究人間・地球系環境情報社会伝達手法検討班 メンバー
- 農林水産省食品流通審議会食品環境専門委員会（食品リサイクル法） 委員
- 国土交通省北海道局「平成21年度環境負荷の低減を図る観光地に対する客観評価体系構築に関する実証調査」調査検討会 委員
- (公社)環境科学会 理事
- 東京都美しい景観をつくる都民会議 中野区代表
- 神奈川県クリーンエネルギー活用検討委員会 委員
- 横浜市温暖化対策地域推進計画改定委員会 学識委員
- 東京都北区快適環境行動指針検討会 副座長 同分科会会長
- 東京都中野区環境にやさしいまちづくり推進会議 研究委員
- 東京都杉並区すぎなみ環境賞選考委員会 委員、同作業部会副座長
- 東京都葛飾区地球温暖化対策地域推進計画策定懇談会 副会長
- 東京都葛飾区地球温暖化対策地域計画策定委員会 副会長
- 東京都葛飾区地球温暖化対策地域協議会 会長
- ミュージカル環境教育人形劇三部作「緑の星」総合プロデューサー、同絵本シリーズ監修
- アンデルセン生誕200周年記念環境教育影絵劇「人魚姫」総合プロデューサー

## 著書・共著

### 著書
- 『中小企業のためのISO14000』（フォレスト出版）

### 共著
- 『つながるいのち～生物多様性からのメッセージ』（山と渓谷社）
- 『約束～森からの贈り物』（すぎのこ児童文化振興財団）

## テレビ・ラジオ他メディア出演

### テレビ
- 『バイキング』（フジテレビ、2017年）
- 『スーパーニュース』（フジテレビ）
- 『とくダネ!』（フジテレビ）
- 『松本人志・東野幸治ワイドナショー』（フジテレビ）
- 『知りたがり!』（フジテレビ、2014年）
- 『どう増やす再生可能エネルギー』（NHK-BS）
- ディスカバリーｃｈ『村田佳壽子の今から始めよう家エコ』（NHK-BS） - キャスター
- 『レスター・ブラウンの日本ウォッチ』（テレビ東京）
- 『関口宏のサンデーモーニング』（TBS）
- 『朝まで生テレビ!』（テレビ朝日）
- 『スーパーモーニング』（テレビ朝日）
- 『ニュースフロンティア』（テレビ朝日）
- 『愛川欽也パックインジャーナル』
- 『武田鉄矢の週刊鉄学』（朝日ニュースター）
- 『おもいッきりテレビ』（日本テレビ）
- 『愛川欽也パックインジャーナル』（kinki-TV、2014年7月 - 2015年2月） - レギュラー
- 『ワイド!スクランブル』（テレビ朝日、2016年 - ）
- 『大人の鉄道美学』#9 元副市長と行くえちごトキめき鉄道の旅 (鉄道チャンネル)

豊洲新市場を環境ジャーナリストとして取材、環境アセスメント学会評議員としてコメンテーターも
他多数

### ラジオ
- 『別所哲也 TOKYO MORNING RADIO』（J-WAVE） - コメンテーター
- 『ライオンズナイター』（文化放送）
- 『レッツゴー!ライオンズ』（文化放送） - リポーター
- 『録音風物詩』（文化放送） - ナレーター
- 『森田健作の青春!森田塾～地球サイズで考えろ』（文化放送） - リポーター&アシスタント
- 『経済情報ステーションⅡ』（NBS） - ニュースキャスター
- 『経済ミッドナイトエキスプレス』（NBS） - ニュースキャスター
- 『新・頑張れ日本!鉄路巡礼』（スカパー! 鉄道チャンネル546ch）
- 環境特番『明日の地球と子供たち2016』（テレビ神奈川）

他多数

### テレビCM
- 花王 バブ

### ラジオCM
- 花王
- スポーツニッポン新聞

### モデル
- キーコーヒー
- シュウ ウエムラ

### ナレーション

#### ビデオ
- 『ノーベル平和賞受賞者 マザー・テレサ 愛と祈りの人』（ビデオアルベリオン制作、千葉茂樹監督）

#### CD
- 『録音聖書』（（財）日本聖書協会制作）

### 声優

#### ビデオアニメ
- 『地球SOS!』（太陽の会制作、環境庁後援） - ヒロイン 役

### メディアその他
- 『日本の生き残りをかけた次世代自動車普及戦略と世界の動向』において『ヨーロッパ最新事情〜フランスとイタリアを取材して』（2015年9月4日）
- 『ヨーロッパ最新事情〜フランスとイタリアを取材して』（朝日新聞、2015年7月27日）
- 『永田町の風倶楽部第14回』（月刊セキュリティ研究、2016年4月号）
- 『本会議』（インターネットテレビ局デモクラ TV、毎週土曜日午前11時 - イレギュラー出演）
- 『村田佳壽子のGreenRoom』（インターネットテレビ局デモクラTV - レギュラー）

### 隨筆・エッセイ
- （一社）日本ペンクラブHP『電子文藝館』bungei.jp 内『献身の薔薇』[4]

第4代会長でノーベル文学賞受賞者川端康成、第16代会長で直木賞受賞者浅田次郎などの日本ペンクラブ会員や、夏目漱石、森鷗外をはじめ日本の文豪と共に掲載されている。
- 日本ガイシ株式会社 『クラブC1』地球環境と水についてのメッセージ 戦後70年リレー・キャンペーン『つなげよう平和ありがとう平和』その1

### 受賞歴
- 国際ロータリークラブ第2780地区相模原中ロータリークラブ 職業活動社会功労者賞（2000年、環境ジャーナリストとしての活動に対して）
- 民放祭参加作品『ふるさとはどこですか』（文化放送、ギャラクシー賞選奨）
- 放送文化基金賞奨励賞（1987年、ナレーション）
- 『録音風物詩』（文化放送）地方番組制作協議会コンクール 優秀賞（1986年、ナレーション）
- 映画『いのちよ輝け～骨髄バンクに協力を～』（近代映画協会制作協力、千葉茂樹監督） (社)日本産業映画協議会第31回日本産業映画・ビデオコンクール毎日新聞社奨励賞（ナレーション）